# Lesotho i olympiska sommarspelen 1980
Lesotho deltog i de olympiska sommarspelen 1980 med en trupp bestående av fem deltagare, samtliga män, vilka deltog i sex tävlingar i friidrott. Ingen av landets deltagare erövrade någon medalj.

## Friidrott
Herrar
| Athlete             | Event                  | Heat    | Heat | Quarterfinal     | Quarterfinal     | Semifinal        | Semifinal        | Final            | Final            |
| Athlete             | Event                  | Result  | Rank | Result           | Rank             | Result           | Rank             | Result           | Rank             |
| ------------------- | ---------------------- | ------- | ---- | ---------------- | ---------------- | ---------------- | ---------------- | ---------------- | ---------------- |
| Kenneth Hlasa       | Herrarnas 800 meter    | 1:56,1  | 7    | Gick inte vidare | Gick inte vidare | Gick inte vidare | Gick inte vidare | Gick inte vidare | Gick inte vidare |
| Kenneth Hlasa       | Herrarnas maraton      | i.u.    | i.u. | i.u.             | i.u.             | i.u.             | i.u.             | DNF              | DNF              |
| Joseph Letseka      | Herrarnas 100 meter    | 11,21   | 6    | Gick inte vidare | Gick inte vidare | Gick inte vidare | Gick inte vidare | Gick inte vidare | Gick inte vidare |
| Joseph Letseka      | Herrarnas 200 meter    | 22,31   | 5    | Gick inte vidare | Gick inte vidare | Gick inte vidare | Gick inte vidare | Gick inte vidare | Gick inte vidare |
| Mopeli Molapo       | Herrarnas 1 500 meter  | 3:55,5  | 7    | i.u.             | i.u.             | Gick inte vidare | Gick inte vidare | Gick inte vidare | Gick inte vidare |
| Vincent Rakabaele   | Herrarnas maraton      | i.u.    | i.u. | i.u.             | i.u.             | i.u.             | i.u.             | 2:23:29          | 36               |
| Motlalepula Thabana | Herrarnas 10 000 meter | 34:01,5 | 10   | i.u.             | i.u.             | i.u.             | i.u.             | Gick inte vidare | Gick inte vidare |